# Petra Maarit Olli
Petra Olli (1994. június 5. –) finn női szabadfogású birkózó. A 2018-as birkózó-világbajnokságon döntőbe jutott 65 kg-os súlycsoportban, szabadfogásban. A 2015-ös birkózó világbajnokságokon ezüstérmet szerzett 58 kg-os súlycsoportban. Kétszeres Európa-bajnoki aranyérmes 65 és 60 kg-ban, egyszeres bronzérmes 58 kg-ban. Északi Bajnokság aranyérmet szerzett 63 kg-ban 2014-ben.

## Sportpályafutása
A 2018-as birkózó-világbajnokságon a 65 kg-osok súlycsoportjában a döntő során a kanadai Danielle Suzanne Lappage az ellenfele.